# Bartosz Białek
Bartosz Białek (ur. 11 listopada 2001 w Brzegu) – polski piłkarz, występujący na pozycji napastnika w Darmstadt .

## Kariera klubowa
Białek rozpoczynał swoją karierę w juniorach Stali Brzeg i MKS Oława, a przed sezonem 2014/15 dołączył do sekcji młodzieżowej Zagłębia Lubin. Na początku sezonu 2019/20 został przesunięty do kadry pierwszego zespołu. Swój debiut w Ekstraklasie zaliczył 10 listopada 2019 w meczu z Rakowem Częstochowa (2:2), strzelając w nim swoją pierwszą bramkę w tych rozgrywkach. W całym sezonie 2019/20 udało mu się rozegrać dziewiętnaście spotkań ligowych, w których strzelił dziewięć goli i zaliczył cztery asysty, uczestniczył też w grach o Puchar Polski.
19 sierpnia 2020 podpisał czteroletni kontrakt z VfL Wolfsburg. Debiut w nowym zespole zaliczył 12 września 2020 w meczu Pucharu Niemiec z czwartoligowym FSV Union Fürstenwalde (4:1), zmieniając w 74. minucie Admira Mehmediego. W Bundeslidze Białek zadebiutował 1 listopada 2020 w meczu 6. kolejki z Herthą BSC (1:1), pojawiając się na boisku w doliczonym czasie gry w miejsce Wouta Weghorsta. Ponadto udało mu się zadebiutować w europejskich pucharach, rozgrywając 12 minut (po wejściu na boisko w 79. minucie za Josipa Brekalę) w przegranym przez Wolfsburg 1:2 meczu rundy play-off Ligi Europy z AEK.
W kwietniu 2021 podczas treningu Wolfsburga zerwał wiązadło krzyżowe w lewym kolanie.